# George Ainslie
George W. Ainslie is een Amerikaans psycholoog, psychiater en behaviorist. Hij is Clinical Professor of Psychiatry aan de Temple University in Pennsylvania (V.S.) en hoofd psychiatrie in het Coatesville Veterans Affairs Medical Center, eveneens in Pennsylvania.
Bijzonder is dat hij als psychiater experimenteel-psychologisch onderzoek deed en nog steeds doet rond operante conditionering. Hij begon onder leiding van Richard Hernnstein.
Hij werkte veel rond keuzes en delay discounting binnen de zogenaamde gedragseconomie. Van hem komt onder meer de term 'pico-economie' of micro-micro-economie, waarbij hij stelt dat er zich binnen een individu een strijd afspeelt tussen meerdere tendensen of figuurlijke 'zelven' (het 'ik' als interne markt). Afhankelijk van de omstandigheden kunnen bepaalde tendensen, voorkeuren de bovenhand halen, maar deze kunnen ook weer veranderen. Hij past zijn bevindingen onder meer toe op de wil (de term wilskracht is volgens hem fout), het 'ik', verslaving, emoties, ...